# Un gran salto
"Un gran salto" (titulado "One Giant Leap" en el original inglés) es el tercer episodio de la primera temporada de la serie de drama y ciencia ficción de la NBC Héroes. Fue dirigido por Greg Beeman y escrito por Jeph Loeb.

## Resumen
Niki termina enterrando a los matones muertos del episodio anterior. Ella se enfrenta a su suegra, que cree que Niki no puede hacerse cargo de Micah. También revela que el D.L. ha escapado de la cárcel. Más tarde, Niki y Micah se dejan capturar voluntariamente por uno de los secuaces del Señor Linderman.
Después de la victoria del equipo de fútbol de su escuela, Claire asiste a una fogata de celebración. Brody, el quaterback del equipo, habla con Claire y la lleva lejos del grupo, entonces, intento violarla. Después de una breve lucha, Claire se ensarta una rama en la cabeza. Al final del episodio, se está realizando la autopsia sobre Claire, y la rama se elimina, causando su despertar.
Hiro vuelve a la actualidad, donde le muestra a Ando un libro de historietas que obtuvo en el futuro donde se describen sus acciones y palabras exactas. Hiro convence a Ando de acompañarlo a América, en donde Hiro se encargará de salvar al mundo de la catástrofe que se avecina en el futuro.
Peter sigue enfadado con Nathan por negar su situación; Nathan está más preocupado por la aparición de Peter en la prensa. Por la noche, en una reunión de la campaña, Nathan menciona a sus invitados que Peter estaba deprimido y que trató de suicidarse. Peter se va, furioso, pero se encuentra con Simone, a la que le había confesado su amor esa misma noche, y se besan.
Mohinder y Eden encuentran una dirección que parece ser del apartamento de Sylar. Allí, se encuentran que Sylar tiene mucha información sobre dónde encontrar a las personas con poderes, así como los mensajes de Sylar confesionales. Más tarde, vuelven a encontrar todo lo que falta.
Matt convence a Audrey de que es inocente y que él puede leer las mentes. Audrey le ofrece un puesto de trabajo con el FBI. Sylar encuentra a Molly e intenta atacarla, pero es perseguido por Matt y Audrey. A pesar de recibir varias heridas de arma de fuego, se levanta y escapa. En su casa, Matt y su esposa discuten y Matt se va. En un bar, Matt ve un misterioso hombre cuya mente no puede leer, y cae inconsciente.
Isaac fuerza a Simone de salir cuando ella dice que no cree en su precognición. Más tarde, Isaac ve un dibujo que hizo de dos personas besándose en la lluvia (Simone y Peter).